# Грандвју (Тексас)
Грандвју (енгл. Grandview) град је у америчкој савезној држави Тексас. По попису становништва из 2010. у њему је живело 1.561 становника.

## Демографија
Према попису становништва из 2010. у граду је живело 1.561 становника, што је 203 (14,9%) становника више него 2000. године.
| Група             | 2000.         | 2010.         |
| Белци             | 1.045 (77,0%) | 1.170 (75,0%) |
| Афроамериканци    | 123 (9,1%)    | 82 (5,3%)     |
| Азијати           | 0 (0,0%)      | 10 (0,6%)     |
| Хиспаноамериканци | 182 (13,4%)   | 272 (17,4%)   |
| Укупно            | 1.358         | 1.561         |